# Back to the Future III
Назад в будущее III (англ. Back to the Future III; также Back to the Future Part III) — видеоигра 1991 года по мотивам одноименного фильма, выпущенная для Sega Mega Drive/Genesis, Amiga, Amstrad CPC, Atari ST, Commodore 64, DOS, Sega Master System и ZX Spectrum.
Игра выходила для нескольких игровых приставок, все версии практически одинаковы.

## Уровни
Игра состоит из 4 миссий на 4 игровых уровнях соответственно:
- Спасение Клары (англ. Rescue Clara) — игрок управляет Доком верхом на лошади. Он должен перепрыгивать преграды и уворачиваться от птиц на полном ходу в попытках спасти Клару Клейтон, чья повозка несётся к пропасти. В версии игры для DOS игрок может подбирать патроны, чтобы Док мог стрелять в разных направлениях.
- Тир (англ. Target Shoot) — игрок управляет Марти в тире, где персонаж должен попасть по движущимся мишеням — разноцветным уткам.
- Марти против бандитов Таннена (англ. Marty vs. Buford's Men) — Марти отбивается от Бьюфорда и его бандитов при помощи тарелок для пирогов.
- Поезд (англ. The Train) — Марти должен догнать и забраться на поезд, собирая по пути взрывчатку, необходимую, чтобы разогнать поезд до 88 миль в час, попутно отбиваясь от врагов, и уворачиваясь от различных предметов.

## Отзывы
| Иноязычные издания | Иноязычные издания |
| Издание            | Оценка             |
| ------------------ | ------------------ |
| CVG                | 85 %               |
| Sinclair User      | 8/10               |
| MicroHobby         | 78 %               |

В 1992 году, в 180 выпуске журнала Dragon #180 была опубликована статья The Role Of Computers, в которой авторы присудили игре 2 звезды из 5.
Адаптация игры для Spectrum получила премию Crash Smash award, а также заняла 2-е место по результатам продаж в июле 1991 года после игры «Teenage Mutant Ninja Turtles» того же издателя — Image Works.